# Епл-Веллі (Міннесота)
Епл-Веллі (англ. Apple Valley) — місто (англ. city) в США, в окрузі Дакота штату Міннесота. Населення — 56 374 особи (2020).

## Географія
Епл-Веллі розташований за координатами 44°44′43″ пн. ш. 93°11′58″ зх. д. / 44.74528° пн. ш. 93.19944° зх. д. (44.745302, -93.199328).  За даними Бюро перепису населення США в 2010 році місто мало площу 45,50 км², з яких 43,67 км² — суходіл та 1,82 км² — водойми.

## Демографія
Згідно з переписом 2010 року, у місті мешкали 49 084 особи в 18 875 домогосподарствах у складі 13 382 родин. Густота населення становила 1079 осіб/км².  Було 19600 помешкань (431/км²).
Расовий склад населення:
| - 83,8 % — білих - 5,5 % — чорних або афроамериканців - 5,3 % — азіатів - 0,4 % — корінних американців - 0,1 % — вихідців з тихоокеанських островів - 2,0 % — осіб інших рас |

До двох чи більше рас належало 3,0 %. Частка іспаномовних становила 4,9 % від усіх жителів.
За віковим діапазоном населення розподілялося таким чином: 25,4 % — особи молодші 18 років, 65,0 % — особи у віці 18—64 років, 9,6 % — особи у віці 65 років та старші. Медіана віку мешканця становила 37,9 року. На 100 осіб жіночої статі у місті припадало 94,1 чоловіків;  на 100 жінок у віці від 18 років та старших — 91,5 чоловіків також старших 18 років.
Середній дохід на одне домашнє господарство  становив 97 566 доларів США (медіана — 80 478), а середній дохід на одну сім'ю — 113 097 доларів (медіана — 96 281). Медіана доходів становила 66 226 доларів для чоловіків та 47 640 доларів для жінок. За межею бідності перебувало 7,5 % осіб, у тому числі 13,7 % дітей у віці до 18 років та 4,7 % осіб у віці 65 років та старших.
Цивільне працевлаштоване населення становило 28 150 осіб. Основні галузі зайнятості: освіта, охорона здоров'я та соціальна допомога — 23,0 %, роздрібна торгівля — 12,7 %, виробництво — 11,9 %, науковці, спеціалісти, менеджери — 11,5 %.